# 정진심 (배구 선수)
정진심(1992년 2월 1일~)는 조선민주주의인민공화국의 배구 선수이다. 4.25체육단과 조선민주주의인민공화국 여자 배구 국가대표팀에서 활동하고 있으며, 2010년 아시안 게임에 참가했다. 2015년에 VTV컵에 참가해 MVP에 선정되었다.